# The Duke of Burgundy
The Duke of Burgundy är en brittisk erotisk dramafilm från 2015, regisserad av Peter Strickland.
Filmen handlar om Cynthia och Evelyn, två älskarinnor i en BDSM-relation, med Cynthia som den dominanta grevinnan och Evelyn som den undergivna städerskan.
Filmkritikern Jan Lumholdt beskrev den som "en sadomasochistisk relation där de grövsta akter sker bakom lyckt dörr och inget av de vackra klädesplaggen någonsin avslöjar naken hud. Likväl är den explicit. Peter Strickland letar erogena zoner i vår hjärna, något han är en baddare på. Samt en riktig snuskhummer."
Filmen har tagit inspiration från filmregissören Jess Franco. Skådespelerskan Monica Swinn, som medverkade i flera filmer med Franco, drog sig tillbaka redan 1982, men återvände till skådespeleriet för den här filmens skull.
Filmens titel kommer av gullvivefjärilens engelska namn.

## Rollista (i urval)
- Sidse Babett Knudsen – Cynthia
- Chiara D'Anna – Evelyn
- Monica Swinn – Lorna